# Francis Greenway

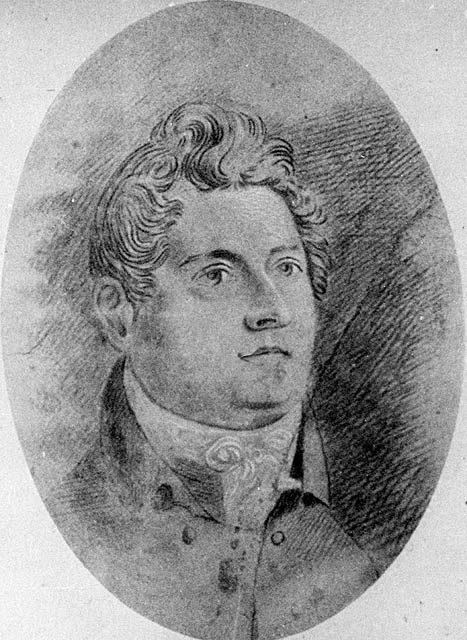
Francis Greenway

Francis Howard Greenway (* 20. November 1777 in Mangotsfield bei Bristol; † 25. September 1837 in Newcastle) war ein bedeutender Architekt der frühen Kolonialzeit in New South Wales in Australien. Er war ein englischer Sträfling, der wegen Bilanzfälschung und betrügerischen Bankrotts im Jahr 1809 vor Gericht kam und 1812 zum Tode verurteilt wurde. Später wurde seine Strafe zu langjähriger Arbeit in der Sträflingskolonie Australien gemildert. Francis Greenway wurde 1966 auf einer australischen 10-Dollar-Note abgebildet und ist damit vermutlich der einzige Bankrotteur und Sträfling, der auf einem Geldschein abgebildet wurde.
Greenway gestaltete zahlreiche öffentliche Gebäude, Residenz- und Kirchenbauten und Monumente. Von ihm sind 49 Bauwerke in der Innenstadt von Sydney bekannt. Er gilt deshalb als der bedeutendste historische Architekt dieser Stadt.

## Leben
Greenway war der Sohn von Francis und Ann Greenway, geborene Webb. Die Familien der Greenways waren Steinmetze, Maurer und Architekten. Francis Greenway arbeitete als Architekt in Bristol und Bath. Von seinen Bauten ist lediglich der Clifton Club in Bristol, früher das Clifton Hotel, erhalten geblieben. Nach Greenways Verurteilung setzte sich Arthur Phillip, der erste Gouverneur von New South Wales, der sich in Bath zur Ruhe gesetzt hatte, für ihn ein. Dieser schrieb den amtierenden Gouverneur Lachlan Macquarie mit der Bitte an, sich für ihn einzusetzen.
Francis Greenway kam im Februar 1814 auf dem Schiff General Hewitt in Sydney an. Seine Frau Mary, die er im Jahr 1804 geheiratet hatte, folgte ihm mit drei Kindern im Juli 1814. Macquarie traf Greenway im Juli 1814 und beauftragte ihn mit den Entwürfen für die Town Hall (Rathaus) und für ein Gerichtsgebäude in Sydney. 1815 sollte Greenway im Auftrag von Macquarie eine Expertise über das im Bau befindliche Rum Hospital anfertigen, das in Sydney heftig kritisiert wurde. Er beschrieb in diesem Gutachten technische und gestalterische Fehler dieses Baus, die 1820 und 1826 teilweise repariert werden konnten. Dadurch erwarb er das Vertrauen von Macquarie. Zwischen 1816 und 1818, noch als Sträfling, entwarf und baute Greenway das Macquarie Lighthouse am South Head am Eingang des Hafens Port Jackson in Sydney. Nach dieser erfolgreichen Arbeit ernannte ihn Macquarie in Anerkennung seiner Leistung zum Architekten der Kolonialregierung.
Noch als Sträfling baute Greenway die Female Manufacture, eine große Manufaktur in Parramatta für Frauen, und eine große Unterkunft für männliche Sträflinge am Queen’s Square in Sydney. Macquarie weihte diese Bauten in einer großen Feier am 20. Mai 1819 ein und nutzte dabei die Gelegenheit, Greenway zum freien Mann zu erklären. Greenway baute zunächst im Georgianischen Stil, der sich durch klare geometrische Gliederung des Baukörpers auszeichnet, und später auch im neogotischen Baustil, wie das Government House in Sydney. Er entwarf die Hyde Park Barracks (1817–1819), St Luke’s, Liverpool (1817–1824), St James’s, Sydney (1819–1822), St Matthew’s, Windsor (1819–1822). Die von Greenway gebaute St Matthew’s Church in Windsor gilt als sein Meisterstück. Das letzte gemeinsame Bauprojekt von Macquarie und Greenway bildete das 1822 gebaute Windsor Court House (Windsor Gerichtshof).
Francis Greenway war zu einer bedeutenden Person in der Kolonie geworden, machte sich durch seine Selbstsicherheit, die an Überheblichkeit grenzte, viele Feinde und fiel auch bei Macquarie in Ungnade. Kurz nachdem Macquarie am 12. Februar 1822 sein Amt niedergelegt hatte, wurde Greenway am 15. November 1822 von Gouverneur Thomas Brisbane entlassen. Greenway hatte Brisbane einen hohen Geldbetrag für seine Tätigkeit als Architekt in Rechnung gestellt, die dieser nur teilweise beglich. Anschließend hatte er in seinem Beruf wenig Erfolg, er errichtete lediglich 1828 einige private Villen und lebte auf dem Land im unteren Hunter Valley bei Raymond Terrace, das ihm die Kolonialregierung zugeeignet hatte. Seine Frau, mit der er sechs Kinder hatte, starb 1832.
Greenway starb im Alter von 59 Jahren in Newcastle und wurde am 25. September 1837 auf dem Friedhof von East Maitland beerdigt. Seine Grabstelle ist heute nicht mehr bekannt.

## Ehrungen
Greenway ist auf der ersten australischen 10-Dollar-Note abgebildet, die von 1966 bis 1993 zirkulierte. Er ist damit vermutlich der einzige Bilanzfälscher und Sträfling, der auf einem staatlichen Zahlungsmittel abgebildet wurde. Auf seinen Namen geht die Division of Greenway, ein Wahlbezirk, eine Vorstadt von Canberra und eine Hochschule in Beresfield in New South Wales zurück. Der Francis Greenway Drive in Cherrybrook erhielt seinen Namen ihm zu Ehren.
In dem in Sydney befindlichen Parliament House von New South Wales befindet sich ein Greenway-Raum.

## Bauwerke
Die nachfolgenden Arbeiten von Greenway in New South Wales sind von der australischen Denkmalpflege gelistet.
- Macquarie Lighthouse, Watsons Bay
- Windsor Court House
- Government House, Sydney (teilweise von Greenway entworfen)
- St Matthew’s, Windsor
- Supreme Court, Sydney
- Judge’s House, Sydney (mit Hilfe von W. Harper)[4]
- St James’s, Sydney
- Hyde Park Barracks, Sydney
- Obelisk, Macquarie Place (1818)
- St Luke’s, Liverpool
- Conservatorium of Music, Sydney (1821 als Government Stables gebaut)
- Liverpool College (früher Liverpool Hospital)
- Government House, Parramatta (lediglich der hölzerne Portikus)
- Hobartville, Richmond (unsicher)
- Cleveland House, Surry Hills (unsicher)
- Cadmans Cottage (Entwurf vermutlich von Greenway)

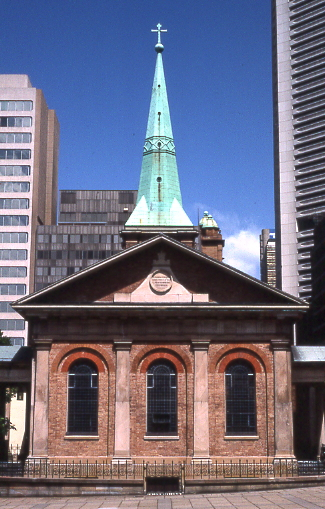
St James Church
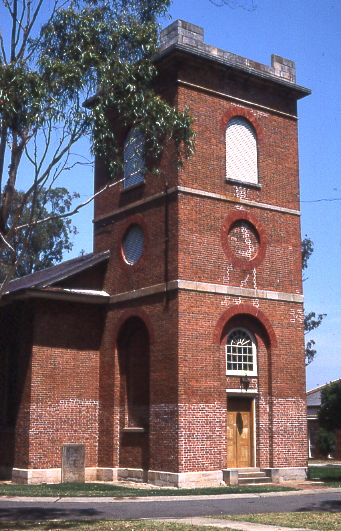
St Lukes, Liverpool
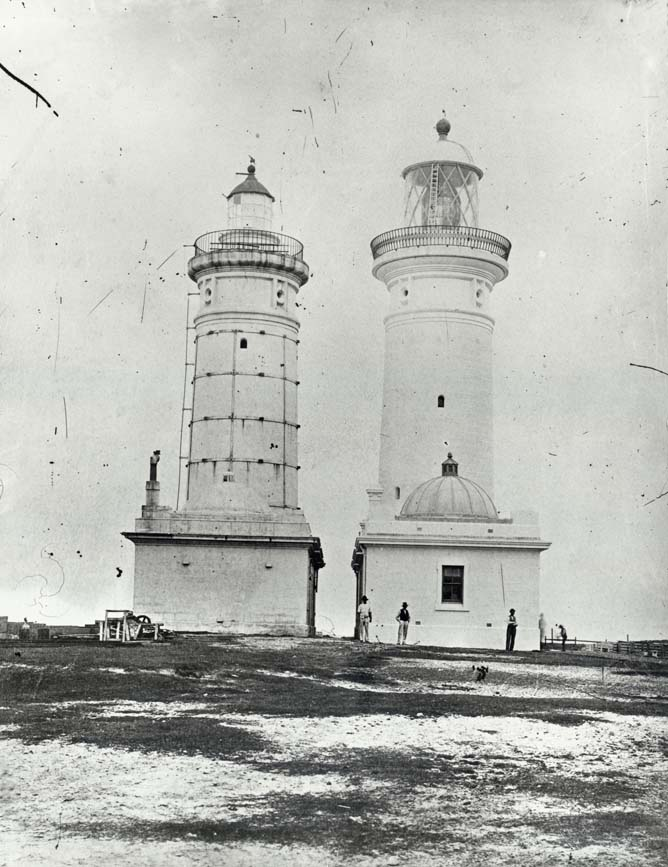
Macquarie Lighthouse, Watsons Bay (Greenway lighthouse at left)
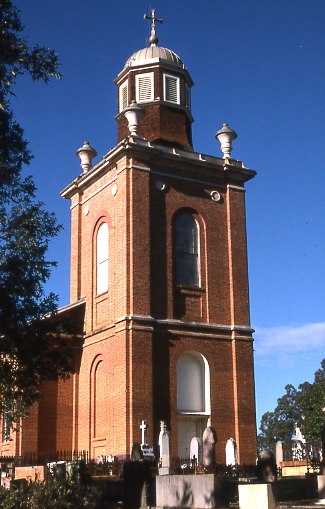
St Matthews
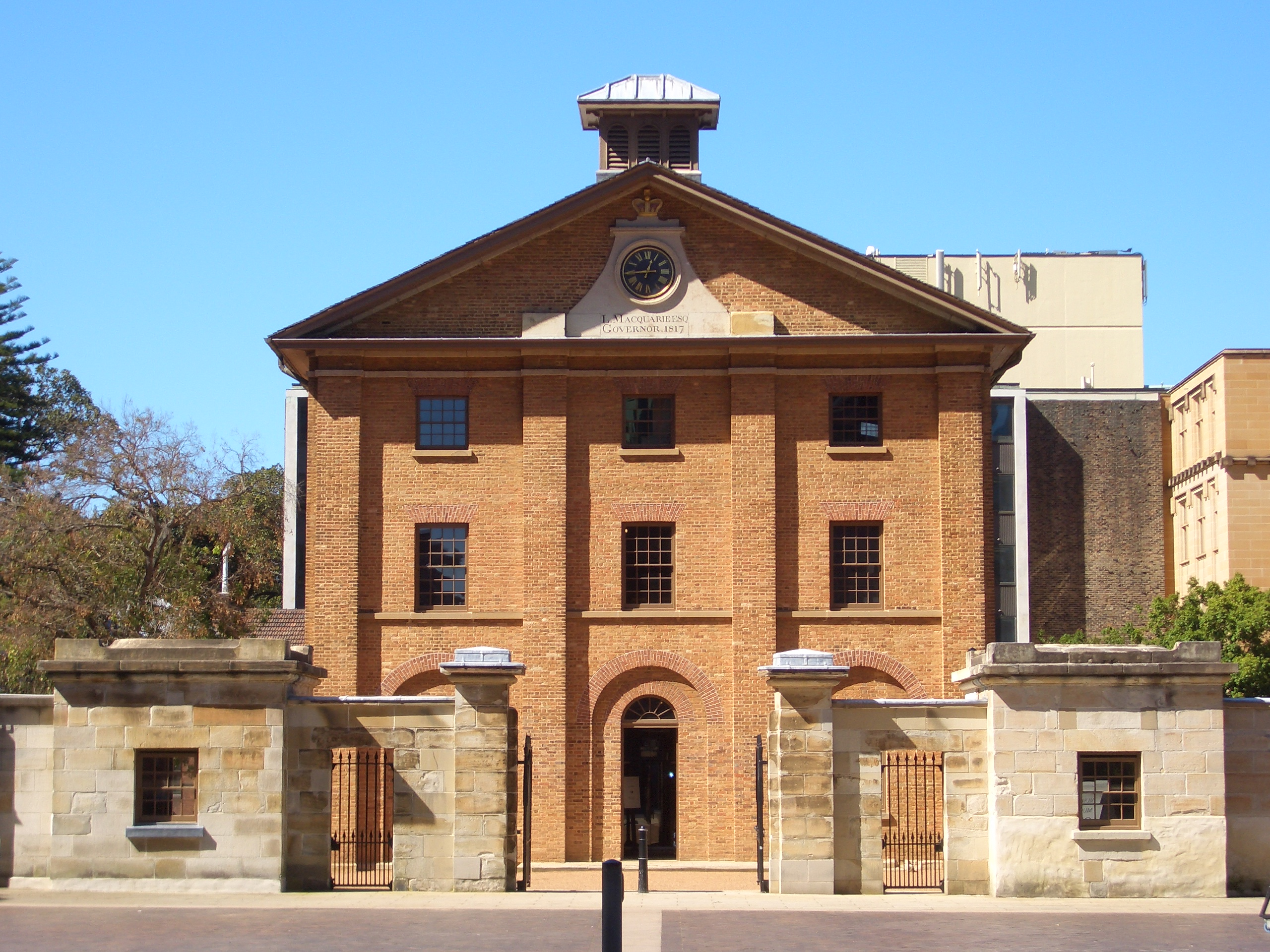
Hyde Park Barracks
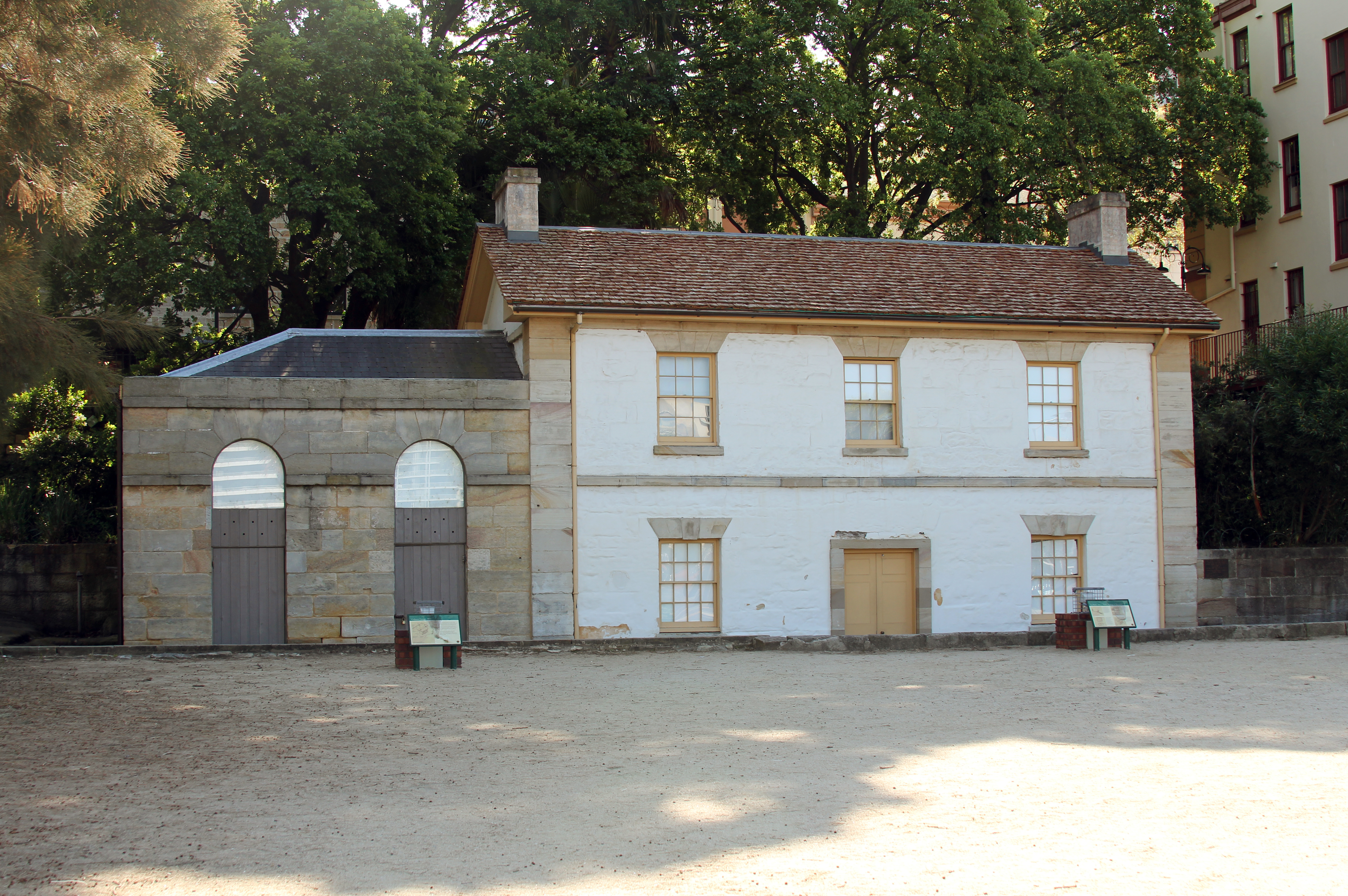
Cadmans Cottage, Circular Quay (1816)
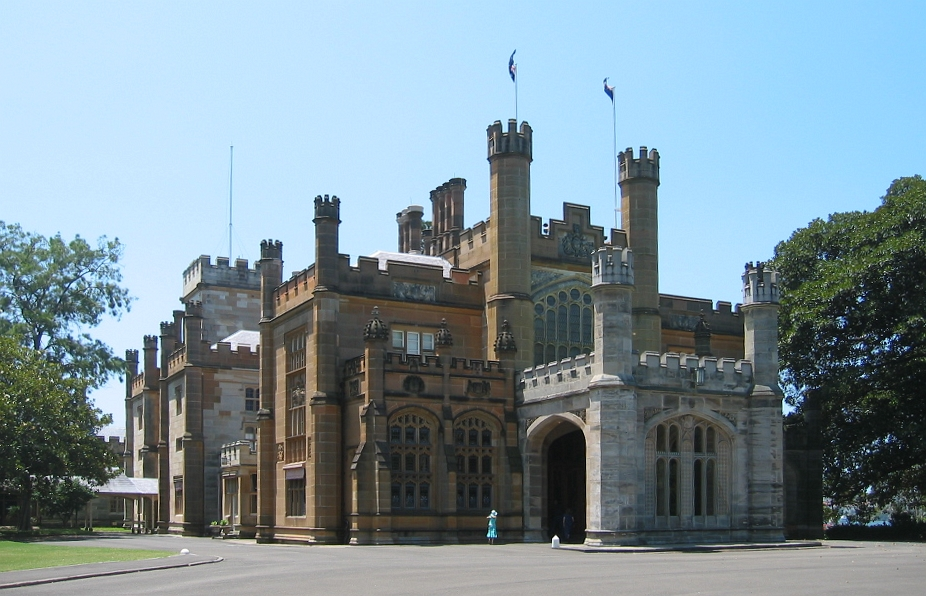
Government House, Sydney
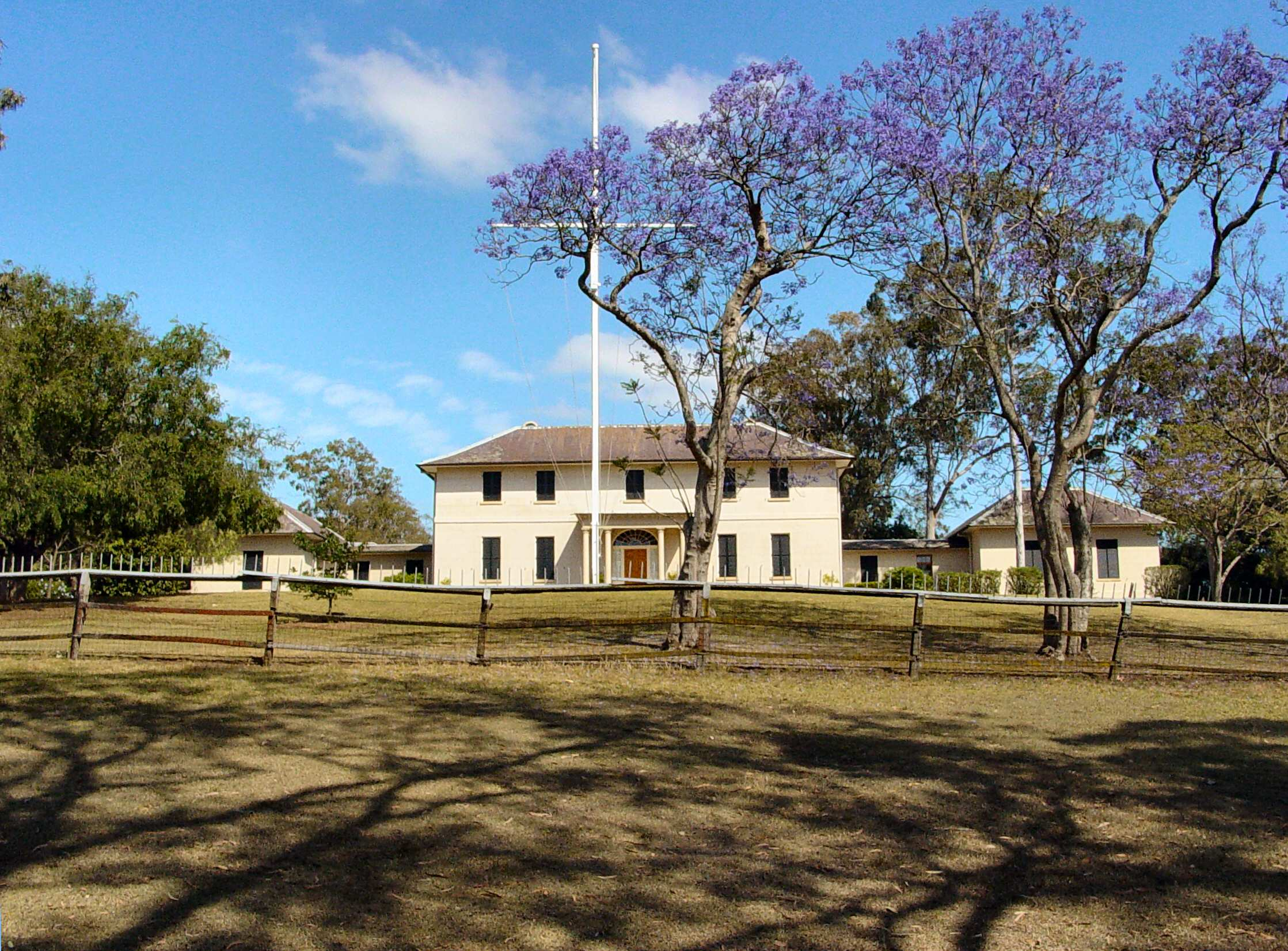
Old Government House, Parramatta